# Pallacanestro in carrozzina ai XVI Giochi paralimpici estivi - Torneo maschile
Il torneo maschile di pallacanestro in carrozzina ai XVI Giochi paralimpici estivi si è svolto dal 25 agosto al 5 settembre presso il Musashino Forest Sport Plaza e la Ariake Arena.

## Risultati

### Fase a gruppi

#### Gruppo A
| Squadra       | Pt | G | V | P | PF  | PS  | DP   |
| ------------- | -- | - | - | - | --- | --- | ---- |
| Spagna        | 10 | 5 | 5 | 0 | 375 | 272 | +103 |
| Giappone      | 9  | 5 | 4 | 1 | 312 | 298 | +14  |
| Turchia       | 8  | 5 | 3 | 2 | 353 | 327 | +26  |
| Canada        | 7  | 5 | 2 | 3 | 307 | 333 | -26  |
| Corea del Sud | 6  | 5 | 1 | 4 | 305 | 332 | -27  |
| Colombia      | 5  | 0 | 0 | 5 | 256 | 346 | -90  |

| Tokyo 25 agosto 2021, ore 20:30 UTC+9 | Spagna | 65 – 53 (16-10, 31-24, 43-40) referto | Corea del Sud | Musashino Forest Sport Plaza |

| Tokyo 26 agosto 2021, ore 11:15 UTC+9 | Canada | 41 – 78 (10-23, 24-41, 34-56) referto | Spagna | Ariake Arena |

| Tokyo 26 agosto 2021, ore 17:00 UTC+9 | Corea del Sud | 70 – 80 (15-21, 33-38, 48-59) referto | Turchia | Musashino Forest Sport Plaza |

| Tokyo 26 agosto 2021, ore 20:30 UTC+9 | Colombia | 56 – 63 (15-24, 28-36, 43-51) referto | Giappone | Musashino Forest Sport Plaza |

| Tokyo 27 agosto 2021, ore 11:15 UTC+9 | Turchia | 77 – 73 (d.t.s.) (20-13, 30-30, 45-54, 67-67) referto | Canada | Musashino Forest Sport Plaza |

| Tokyo 27 agosto 2021, ore 14:45 UTC+9 | Spagna | 74 – 56 (18-16, 33-32, 54-50) referto | Colombia | Ariake Arena |

| Tokyo 27 agosto 2021, ore 20:30 UTC+9 | Giappone | 59 – 52 (14-9, 31-21, 47-36) referto | Corea del Sud | Ariake Arena |

| Tokyo 28 agosto 2021, ore 9:00 UTC+9 | Turchia | 61 – 79 (10-17, 26-38, 48-59) referto | Spagna | Ariake Arena |

| Tokyo 28 agosto 2021, ore 14:45 UTC+9 | Giappone | 62 – 56 (6-12, 19-30, 38-44) referto | Canada | Ariake Arena |

| Tokyo 28 agosto 2021, ore 20:30 UTC+9 | Corea del Sud | 66 – 54 (19-10, 35-27, 53-37) referto | Colombia | Musashino Forest Sport Plaza |

| Tokyo 29 agosto 2021, ore 11:15 UTC+9 | Colombia | 38 – 80 (8-15, 21-37, 28-64) referto | Turchia | Musashino Forest Sport Plaza |

| Tokyo 29 agosto 2021, ore 17:00 UTC+9 | Canada | 74 – 64 (21-17, 36-32, 53-47) referto | Corea del Sud | Ariake Arena |

| Tokyo 29 agosto 2021, ore 20:30 UTC+9 | Spagna | 79 – 61 (22-18, 48-30, 60-47) referto | Giappone | Ariake Arena |

| Tokyo 30 agosto 2021, ore 9:00 UTC+9 | Colombia | 52 – 63 (7-15, 19-35, 37-51) referto | Canada | Ariake Arena |

| Tokyo 30 agosto 2021, ore 14:45 UTC+9 | Turchia | 55 – 67 (12-9, 27-28, 44-45) referto | Giappone | Ariake Arena |

#### Gruppo B
| Squadra       | Pt | G | V | P | PF  | PS  | DP   |
| ------------- | -- | - | - | - | --- | --- | ---- |
| Gran Bretagna | 9  | 5 | 4 | 1 | 332 | 303 | +29  |
| Stati Uniti   | 9  | 5 | 4 | 1 | 338 | 223 | +115 |
| Australia     | 8  | 5 | 3 | 2 | 335 | 265 | +70  |
| Germania      | 8  | 5 | 3 | 2 | 306 | 284 | +22  |
| Iran          | 6  | 5 | 1 | 4 | 271 | 318 | -47  |
| Algeria       | 5  | 5 | 0 | 5 | 202 | 391 | -189 |

| Tokyo 26 agosto 2021, ore 9:00 UTC+9 | Stati Uniti | 58 – 55 (10-16, 22-28, 40-42) referto | Germania | Ariake Arena |

| Tokyo 26 agosto 2021, ore 14:45 UTC+9 | Australia | 81 – 39 (28-8, 48-19, 65-24) referto | Iran | Musashino Forest Sport Plaza |

| Tokyo 26 agosto 2021, ore 14:45 UTC+9 | Gran Bretagna | 70 – 43 (19-12, 33-21, 54-31) referto | Algeria | Ariake Arena |

| Tokyo 27 agosto 2021, ore 9:00 UTC+9 | Algeria | 37 – 83 (9-21, 17-42, 31-62) referto | Australia | Musashino Forest Sport Plaza |

| Tokyo 27 agosto 2021, ore 14:45 UTC+9 | Germania | 71 – 59 (13-13, 31-28, 57-43) referto | Regno Unito | Musashino Forest Sport Plaza |

| Tokyo 27 agosto 2021, ore 17:00 UTC+9 | Iran | 41 – 65 (9-22, 18-39, 29-53) referto | Stati Uniti | Musashino Forest Sport Plaza |

| Tokyo 28 agosto 2021, ore 11:15 UTC+9 | Australia | 64 – 53 (21-11, 28-22, 48-41) referto | Germania | Ariake Arena |

| Tokyo 28 agosto 2021, ore 14:45 UTC+9 | Algeria | 47 – 81 (10-18, 18-37, 33-59) referto | Iran | Musashino Forest Sport Plaza |

| Tokyo 28 agosto 2021, ore 17:00 UTC+9 | Gran Bretagna | 64 – 63 (20-15, 35-29, 51-44) referto | Stati Uniti | Musashino Forest Sport Plaza |

| Tokyo 29 agosto 2021, ore 9:00 UTC+9 | Iran | 57 – 69 (15-20, 31-40, 41-50) referto | Gran Bretagna | Musashino Forest Sport Plaza |

| Tokyo 29 agosto 2021, ore 14:45 UTC+9 | Stati Uniti | 66 – 38 (17-15, 38-26, 54-30) referto | Australia | Musashino Forest Sport Plaza |

| Tokyo 29 agosto 2021, ore 14:45 UTC+9 | Germania | 71 – 50 (18-13, 37-25, 53-44) referto | Algeria | Ariake Arena |

| Tokyo 30 agosto 2021, ore 11:15 UTC+9 | Germania | 56 – 53 (16-13, 29-25, 47-33) referto | Iran | Ariake Arena |

| Tokyo 30 agosto 2021, ore 17:15 UTC+9 | Australia | 69 – 70 (27-12, 38-25, 55-50) referto | Gran Bretagna | Ariake Arena |

| Tokyo 30 agosto 2021, ore 20:30 UTC+9 | Algeria | 25 – 86 (9-24, 13-47, 23-65) referto | Stati Uniti | Ariake Arena |

### Fase a eliminazione diretta
|  | Quarti di finale  | Quarti di finale |             |               | Semifinali                | Semifinali                |  |  | Finale medaglia d'oro | Finale medaglia d'oro |
|  |                   |                  |             |               |                           |                           |  |  |                       |                       |
|  |                   |                  |             |               |                           |                           |  |  |                       |                       |
|  |                   |                  |             |               |                           |                           |  |  |                       |                       |
|  | 1A. Spagna        | 71               |             |               |                           |                           |  |  |                       |                       |
|  | 1A. Spagna        | 71               |             |               |                           |                           |  |  |                       |                       |
|  | 4B. Germania      | 68               |             |               |                           |                           |  |  |                       |                       |
|  | 4B. Germania      | 68               | Spagna      | 52            |                           |                           |  |  |                       |                       |
|  |                   |                  | Spagna      | 52            |                           |                           |  |  |                       |                       |
|  |                   | Stati Uniti      | 66          |               |                           |                           |  |  |                       |                       |
|  | 3A. Stati Uniti   | Stati Uniti      | 66          | 52            |                           |                           |  |  |                       |                       |
|  | 3A. Stati Uniti   |                  |             | 52            |                           |                           |  |  |                       |                       |
|  | 2B. Turchia       | 45               |             |               |                           |                           |  |  |                       |                       |
|  | 2B. Turchia       | 45               | Stati Uniti | 64            |                           |                           |  |  |                       |                       |
|  |                   |                  | Stati Uniti | 64            |                           |                           |  |  |                       |                       |
|  |                   | Giappone         | 60          |               |                           |                           |  |  |                       |                       |
|  | 3B. Giappone      | Giappone         | 60          | 61            |                           |                           |  |  |                       |                       |
|  | 3B. Giappone      |                  |             | 61            |                           |                           |  |  |                       |                       |
|  | 2A. Australia     | 55               |             |               |                           |                           |  |  |                       |                       |
|  | 2A. Australia     | 55               | Giappone    | 79            | Finale medaglia di bronzo | Finale medaglia di bronzo |  |  |                       |                       |
|  |                   |                  | Giappone    | 79            | Finale medaglia di bronzo | Finale medaglia di bronzo |  |  |                       |                       |
|  |                   | Gran Bretagna    | 68          |               |                           |                           |  |  |                       |                       |
|  | 1B. Gran Bretagna | Gran Bretagna    | 68          | 66            | Spagna                    | 58                        |  |  |                       |                       |
|  | 1B. Gran Bretagna |                  |             | 66            | Spagna                    | 58                        |  |  |                       |                       |
|  | 4A. Canada        | 52               |             | Gran Bretagna | 68                        |                           |  |  |                       |                       |
|  | 4A. Canada        | 52               |             |               | 68                        |                           |  |  |                       |                       |
|  |                   |                  |             |               |                           |                           |  |  |                       |                       |
|  |                   |                  |             |               |                           |                           |  |  |                       |                       |

#### Quarti di finale
| Arbitro: | Matias Quintana |

|           |          |            |
| Ruiz 24   | Punti    | 16 Boehme  |
| García 13 | Assist   | 8 Halouski |
| García 16 | Rimbalzi | 8 Böhme    |

| Arbitro: | Gustavo Mathias |

|          |          |             |
| Bell 18  | Punti    | 21 Gürbulak |
| Serio 10 | Assist   | 7 Toprak    |
| Serio 9  | Rimbalzi | 12 Gürbulak |

| Arbitro: | Darrell Hargreaves |

|           |          |                            |
| Kozai 20  | Punti    | 18 O'Neill-Thorne          |
| Chokai 9  | Assist   | 7 O'Neill-Thorne           |
| Chokai 12 | Rimbalzi | 5 Auprince, O'Neill-Thorne |

| Arbitro: | Juan Urunuela |

|             |          |                    |
| Choudhry 21 | Punti    | 22 Anderson        |
| Choudhry 14 | Assist   | 7 Anderson, Goncin |
| Manning 19  | Rimbalzi | 17 Anderson        |

#### Semifinali
| Arbitro: | Alexandre Lapointe |

|             |          |         |
| Zarzuela 17 | Punti    | 20 Bell |
| García 15   | Assist   | 8 Serio |
| García 12   | Rimbalzi | 11 Bell |

| Arbitro: | Darrell Hargreaves |

|           |          |             |
| Chokai 20 | Punti    | 26 Choudhry |
| Chokai 8  | Assist   | 11 Choudhry |
| Chokai 8  | Rimbalzi | 7 Manning   |

#### Finale medaglia di bronzo
| Arbitro: | Matias Quintana |

|             |          |             |
| Zarzuela 17 | Punti    | 19 Choudhry |
| García 10   | Assist   | 21 Manning  |
| Zarzuela 9  | Rimbalzi | 8 Warburton |

#### Finale medaglia d'oro
| Arbitro: | Juan Urunuela |

|                  |          |           |
| Serio 28         | Punti    | 18 Kozai  |
| Serio 9          | Assist   | 5 Kozai   |
| Bell, Williams 7 | Rimbalzi | 18 Chokai |

### Incontri per i piazzamenti finali

#### 11º/12º posto
| Tokyo 1 settembre 2021, ore 9:00 UTC+9 | Colombia      | 70 – 47 (22-11, 33-26, 48-33) referto | Algeria | Ariake Arena\| Arbitro: \| Hsieh Shu-fei \| |
| Arbitro:                               | Hsieh Shu-fei |                                       |         |                                             |

#### 9º/10º posto
| Tokyo 2 settembre 2021, ore 12:30 UTC+9 | Corea del Sud | 54 – 64 (16-10, 30-26, 42-47) referto | Iran | Ariake Arena\| Arbitro: \| Ben Wood \| |
| Arbitro:                                | Ben Wood      |                                       |      |                                        |

#### 7º/8º posto
| Tokyo 3 settembre 2021, ore 12:30 UTC+9 | Germania      | 68 – 56 (19-21, 37-31, 50-41) referto | Canada | Ariake Arena\| Arbitro: \| Hsieh Shu-fei \| |
| Arbitro:                                | Hsieh Shu-fei |                                       |        |                                             |

#### 5º/6º posto
| Tokyo 4 settembre 2021, ore 14:15 UTC+9 | Turchia       | 58 – 74 (18-23, 24-39, 40-59) referto | Australia | Ariake Arena\| Arbitro: \| Hsieh Shu-fei \| |
| Arbitro:                                | Hsieh Shu-fei |                                       |           |                                             |

## Classifica
| Posizione | Squadra       |
| --------- | ------------- |
| 1         | Stati Uniti   |
| 2         | Giappone      |
| 3         | Gran Bretagna |
| 4         | Spagna        |
| 5         | Australia     |
| 6         | Turchia       |
| 7         | Germania      |
| 8         | Canada        |
| 9         | Iran          |
| 10        | Corea del Sud |
| 11        | Colombia      |
| 12        | Algeria       |